# (342843) Davidbowie
(342843) Davidbowie ist ein Asteroid im Asteroidengürtel zwischen Mars und Jupiter. Benannt wurde er am 25. Januar 2015 nach dem englischen Sänger David Bowie. Für einen Sonnenumlauf benötigt (342843) Davidbowie 4,5 Jahre. Die große Halbachse der Bahn beträgt 2,7 AE. Entdeckt wurde er von dem am spanischen Calar-Alto-Observatorium arbeitenden deutschen Astronomen Felix Hormuth (* 1975).